# 1046 Edwin
1046 Edwin è un asteroide della fascia principale. Scoperto nel 1924, presenta un'orbita caratterizzata da un semiasse maggiore pari a 2,9835238 UA e da un'eccentricità di 0,0664592, inclinata di 7,91359° rispetto all'eclittica.
Il suo nome è in onore di Edwin van Biesbroeck, il figlio dello scopritore.